# 裕彤国際体育中心
裕彤国際体育中心（ゆうとうこくさいたいいくちゅうしん、簡体字中国語: 裕彤国际体育中心、別名：長安体育場）は、中華人民共和国の河北省石家荘市にある多目的スタジアムである。

## 概要
1950年頃に建設された後、1972年に1回目の改修を、1992年に2回目の改修工事を行なっている。スタジアムは長安区の長安広場のすぐ近くにあるため、長安体育場と呼ばれることもある。収容人数は37,000人、敷地面積は100,400平方メートル。主にサッカーの試合に用いられる。隣には、室内競技全般で利用可能な河北体育館が隣接している。
現在、中国サッカー・甲級リーグに所属する石家荘永昌駿豪と河北中基、中国女子サッカー・全国リーグに所属する河北体彩女子足球倶楽部がホームスタジアムとして利用している。また、以前には中国人民解放軍が所属するサッカークラブ、八一足球隊がホームスタジアムとして利用していた。

## 交通アクセス
石家荘地下鉄1号線の体育場駅より徒歩1分、中国国鉄の石家荘駅より徒歩約10~15分、タクシーで約5分。